# Мајн
Мајн (њем. Meyn) општина је у њемачкој савезној држави Шлезвиг-Холштајн. Једно је од 134 општинска средишта округа Шлезвиг-Фленсбург. Према процјени из 2010. у општини је живјело 674 становника. Посједује регионалну шифру (AGS) 1059144.

## Географски и демографски подаци
Мајн се налази у савезној држави Шлезвиг-Холштајн у округу Шлезвиг-Фленсбург. Општина се налази на надморској висини од 19 метара. Површина општине износи 12,4 km². У самом мјесту је, према процјени из 2010. године, живјело 674 становника. Просјечна густина становништва износи 54 становника/km².